# Musée Horne
Le musée Horne, est un des musées privés de la ville de Florence, situé au 6, via di Benci dans un palais typiquement florentin, le palazzo Corsi, dont les collections sont issues du legs en 1916 de Herbert Horne, historien de l'art et collectionneur britannique avisé et un des fondateurs du Burlington Magazine.
Gravement endommagé pendant les inondations de Florence de 1966, les travaux de restauration ont duré jusqu'en 1989.

## Histoire
Le palais fut acheté en 1912 par Herbert Horne après avoir testé plusieurs palais florentins, comme le Palazzo da Cintoia. Horne, de 1912 à 1915, promeut et coordonne une restauration exigeante du bâtiment selon l'apparence qu'il aurait dû avoir au début de la Renaissance, avec l'aide de l'ingénieur Eugenio Campani : il élimine les cloisons, les superfétations et les revêtements réalisés aux siècles précédents, redonnant ainsi lisibilité et valeur au bâtiment Renaissance, avec un espace de travail au rez-de-chaussée, une cave-entrepôt souterraine. Après la mort de Horne en 1916, le palais est cédé à l'État et non à la Municipalité de Florence par legs testamentaire, une fondation étant créée pour prendre en charge les œuvres d'art qui y sont conservées et les rendre accessibles au public. Le Musée de la Fondation Horne a ouvert ses portes en 1921. Le musée a subi de graves dommages lors des inondations de Florence de 1966, étant situé dans l'une des zones «les plus basses» et donc les plus gravement touchées par la catastrophe. Bien qu'il n'ait rouvert que dix ans plus tard, les travaux de restauration du bâtiment et des collections n'ont pu être considérés comme achevés qu'en 1989.

## Collections
Fondé par l'héritage d'Herbert Horne, historien de l'art anglais qui a vécu une bonne partie de sa vie à Florence dans ce manoir, accumulant ses collections commencées depuis 1894, le musée témoigne à la fois de l'art et de la vie quotidienne de cette ville entre le Moyen Âge et la Renaissance, à la fois le cours du marché des antiquaires de la fin du XIXe siècle (alors que certains des grands musées mondiaux se formaient encore, grâce au fait que de véritables chefs-d'œuvre circulaient encore sur le marché), et l'amour pour Florence de la communauté anglaise, qui à cette époque en vint à compter une grande partie de la population, redessinant une image romantique de la ville et protégeant son patrimoine artistique, menacé par le Risanamento. Les collections comprennent des objets anciens, des sculptures, des coffres peints et une collection notable de manuscrits et de peintures des Trecento et Quattrocento. Certaines œuvres particulièrement fragiles ont été transférées vers un autre lieu, comme la collection de dessins (XVIIe et XVIIIe siècles) qui a fusionné avec celle de la Galerie des Offices.
Le musée conserve également de nombreuses tables, chaises, coffres et céramiques décorées de valeur, des pots et des ustensiles de cuisine originaux de l'époque, et d'autres collections éclectiques telles que celle d'anciens jeux de cartes, pièces de monnaie ou sceaux.

### Peintures
- Santo Stefano (Saint Étienne), Giotto (emblème du musée)
- Madonna con il bambino e Cristo in Pietà, diptyque, Simone Martini
- San Benedetto, santa Caterina e santa Margherita, Pietro Lorenzetti
- La regina Vasti lascia il palazzo reale, Filippino Lippi
- Saint Jérôme en méditation, Piero di Cosimo
- Storia di san Giuliano, Masaccio
- Sainte Famille, Domenico Beccafumi
- Allégorie de la Musique, Dosso Dossi
- La moglie di Lot, Francesco Furini
- Pace con Cristo in Pietà, Fra Filippo Lippi

Quelques-unes des œuvres
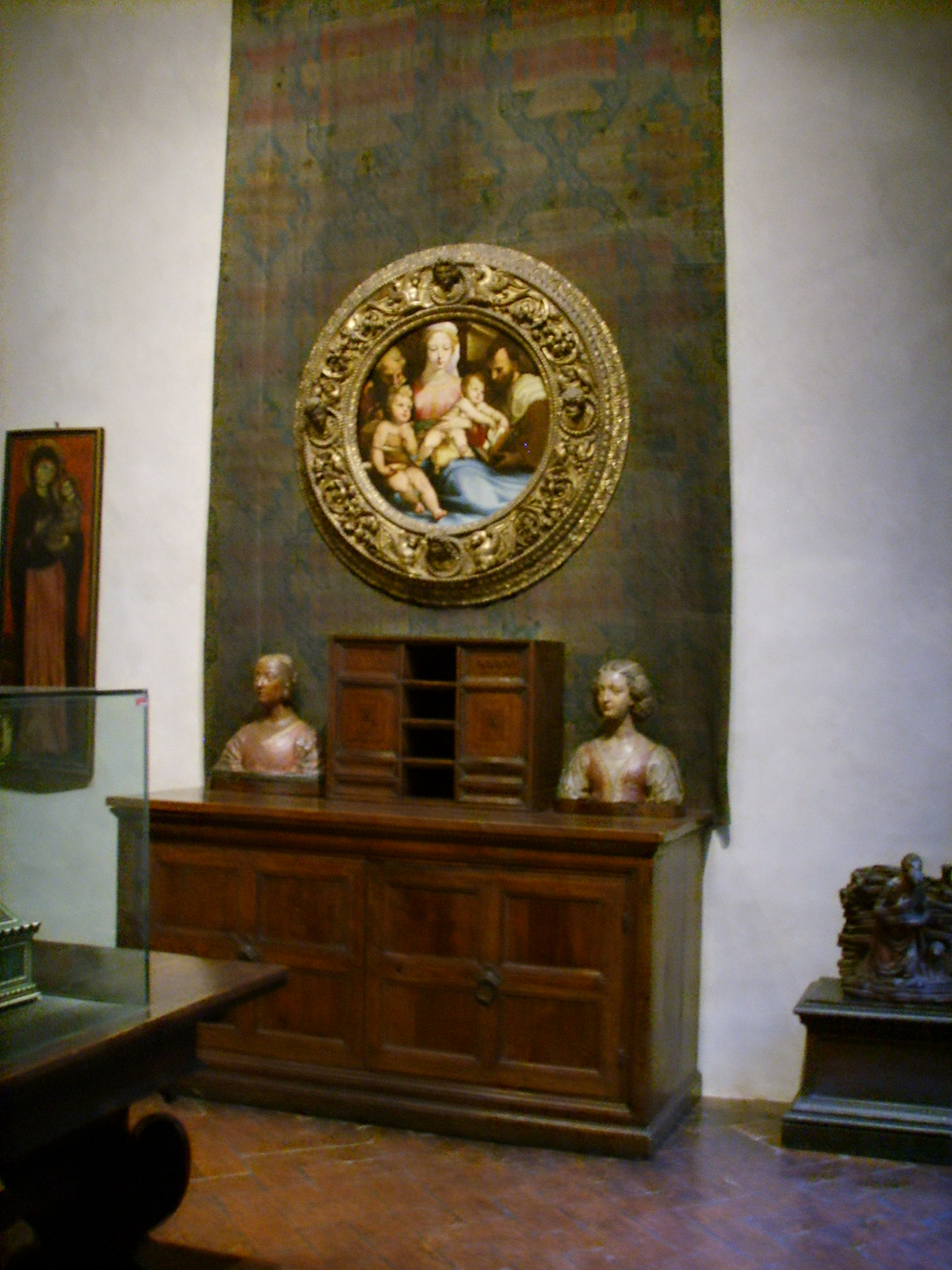
La saletta
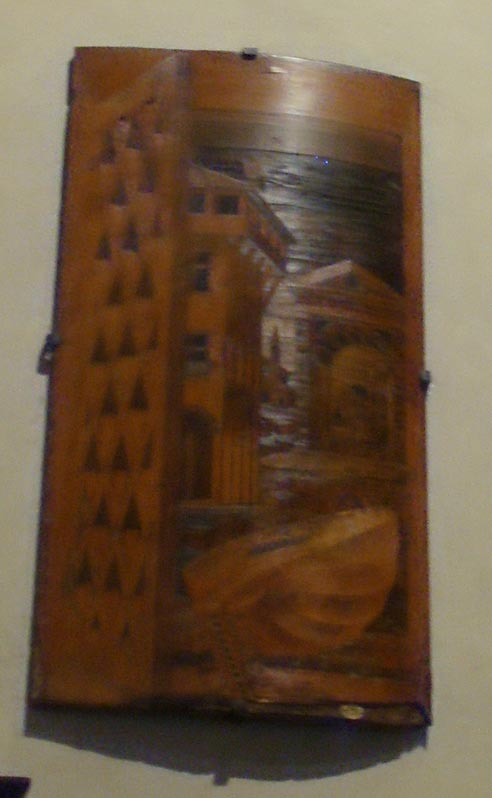
Marqueterie de bois
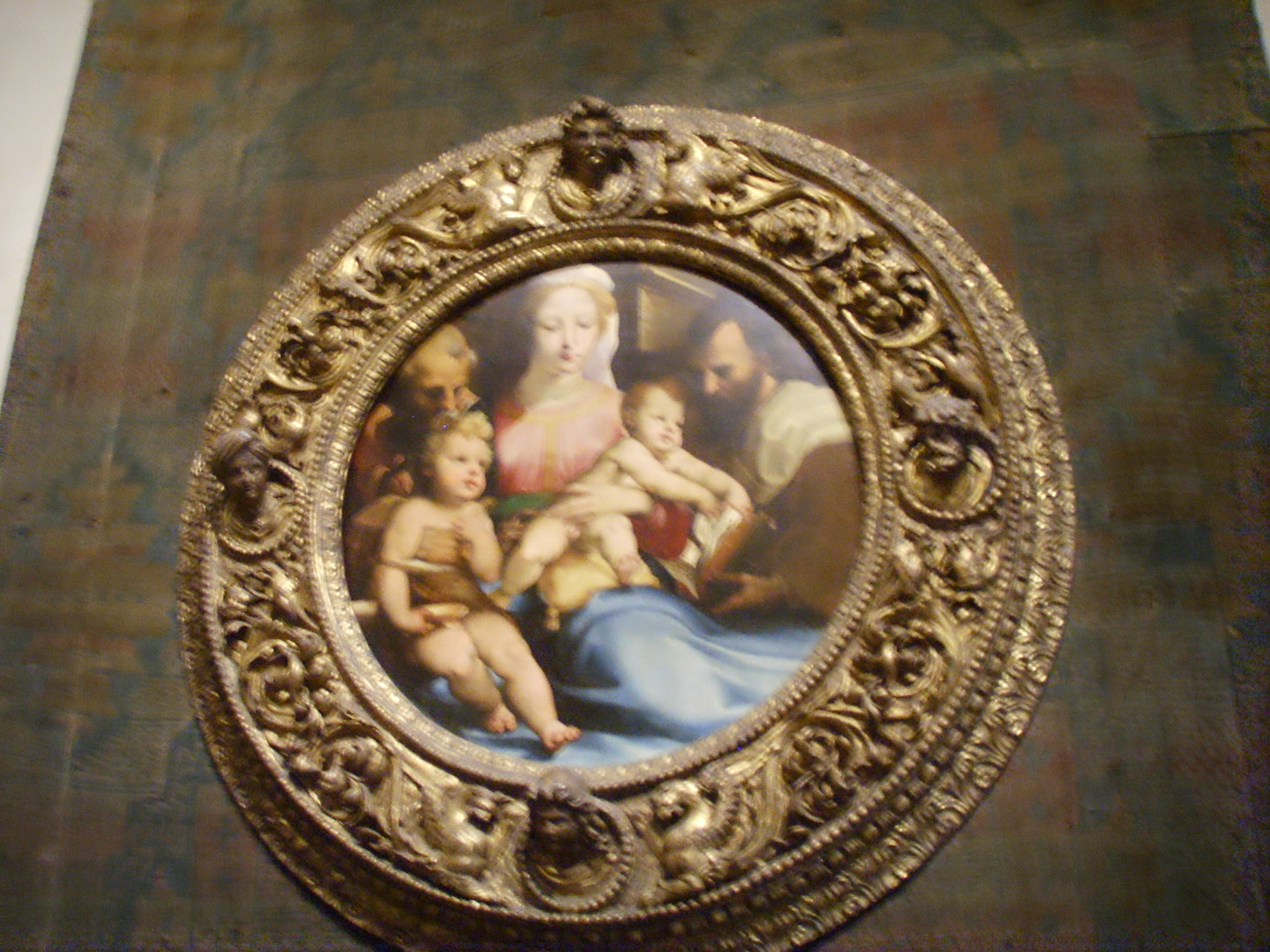
Sainte Famille de Domenico Beccafumi
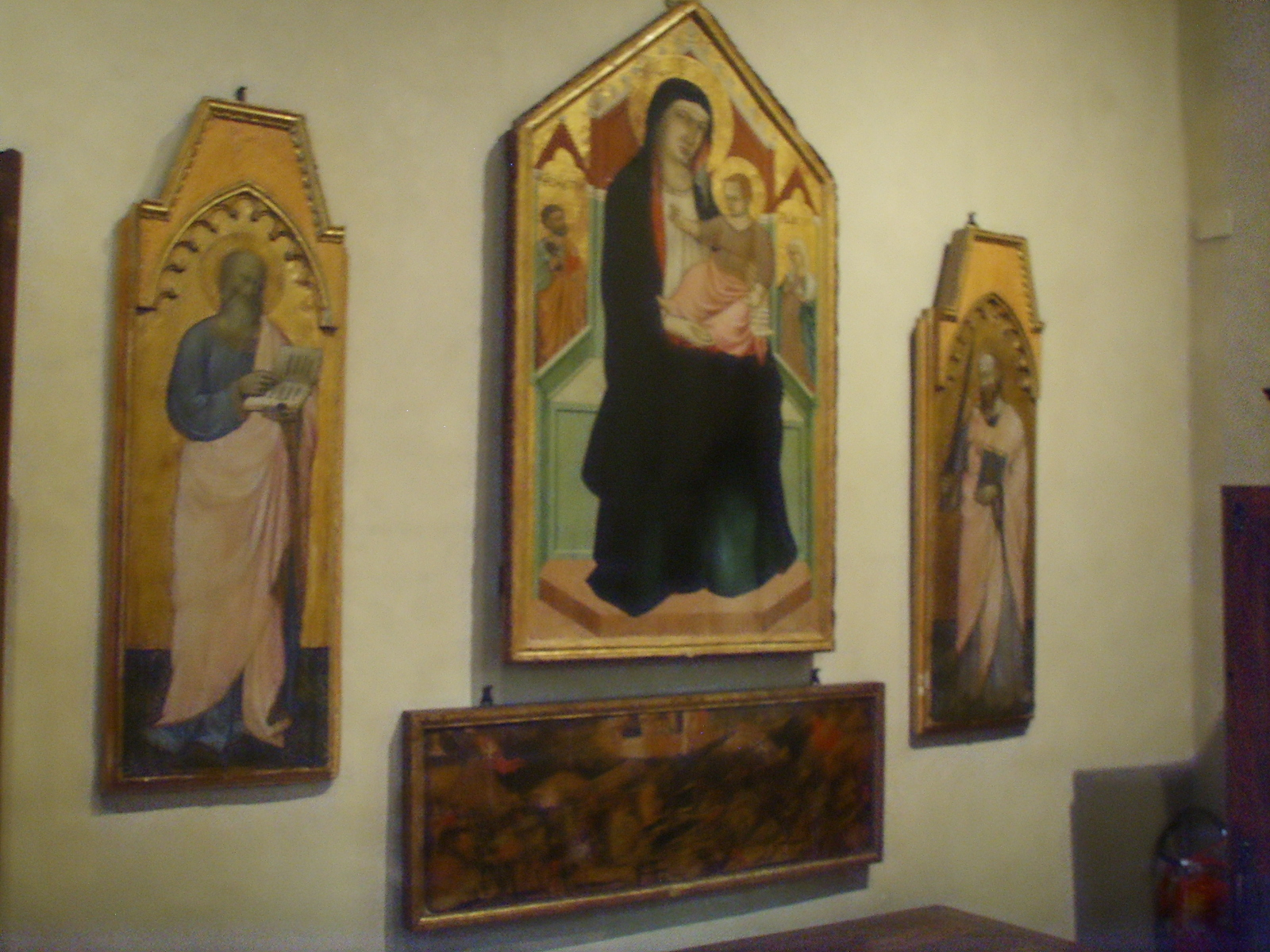
Triptyque

## Sources
- (it) Cet article est partiellement ou en totalité issu de l’article de Wikipédia en italien intitulé « Museo Horne » (voir la liste des auteurs).